# Gérard Hourbette
Œuvres principales
Symphonie pour le jour où bruleront les cités / Accelerando / Ubique / Armageddon / Le champ des larmes / Metropolis / La chute de la maison Usher / 3 rêves non valides / Voyage dans la lune / Vampyr / Paysages des enfers
Gérard Hourbette, né le 23 novembre 1953 à Hautmont dans le Nord et mort à Lille le 4 mai 2018, est un compositeur français et a été le codirecteur artistique du groupe Art Zoyd de 1975 à 1997 avec Thierry Zaboitzeff puis directeur d’Art Zoyd et Art Zoyd studios de 1997 à 2018.

## Parcours
Après avoir réalisé des études classiques (violoniste), Gérard Hourbette mena un travail sur les structures sonores utilisant les nouvelles technologies musicales. Son parcours est étroitement et fondamentalement lié à celui d'Art Zoyd, dont il compose et dirige l'essentiel des projets.
Gérard Hourbette a composé notamment avec Art Zoyd pour l’Orchestre National de Lille, pour l’ensemble Musiques Nouvelles, l’ensemble Ars Nova et bien sûr pour la plupart des projets d’Art Zoyd. Les derniers en dates sont Armageddon - Opérette pour robots ; Le champ des larmes - Oratorio électronique pour vidéo et musiciens, Kaïro -  opéra parlé et aussi 3 Rêves Non Valides, Voyage dans la lune puis un projet pour réalité virtuelle avec la vidéaste Laura Mannelli, intitulé NDE, Near Dante Expérience.
Il créera, en 1999, un Centre Transfrontalier de Production et de Création Musicale à Maubeuge puis Valenciennes en 2005. Art Zoyd Studios est un lieu destiné à des résidences, un centre de création musicale permanent, un espace de gestation des œuvres et de formation à l’art de la composition en veillant de manière constante à une écriture aux frontières d’autres disciplines artistiques. Cet espace a ainsi accueilli plus de 120 compositeurs et artistes en résidence, développé de très nombreuses actions de pédagogie, autant diversifiées qu’originales, constitué un label et un répertoire discographique (in-possible records) rééditant non seulement les œuvres du groupe mais aussi enregistrant les compositions issues des commandes aux artistes en résidence.
Il a également réalisé sous son nom des musiques de théâtre, de ballets et a également composé pour le groupe d’artificiers Groupe F, le ballet national de Nancy et la chorégraphe Karole Armitage Le Chat de Schrödinger en 2001 puis pour divers événements, exposition telle que celle consacrée à Dora Maar et Picasso en 2004 à Zagreb, la Klovićevi Dvori Gallery, en Croatie ou encore pour le spectacle Amnesia du metteur en scène tunisien Fadhel Jaibi en 2011 créé lors du Festival d'Avignon.
Il préparait au moment de sa mort un projet scénique, à partir de ses pièces Paysages des enfers I et II qui sont sorties dans son dernier coffret intitulé Phase V.
Deux pièces posthumes ont été créés sous la direction de Léo Margue par le Valencienna Orchestra et l'Octuor Eugène Bozza de Valenciennes dans le cadre de l'exposition La Mine aujourd'hui. Puis ses dernières pièces, réunies sous le nom de Paysages des enfers I et II, seront portés à la scène sous le titre In-Ferno (titre choisi par Gérard Hourbette) par Éric Travers en 2020/2021 sous forme de spectacle immersif et multimédia.
En parallèle, en avril 2020, un concert hommage sera rendu à Gérard Hourbette sous la direction artistique de Jérôme Soudan : Et avec votre esprit - La Forêt des Samplers avec le groupe Art Zoyd et des pièces allant des années 1970 à 2014.
Depuis 2022, le parvis du théâtre Le Phénix de Valenciennes porte son nom.

## Discographie
Cette discographie représente le travail réalisé par Gérard Hourbette avec le groupe Art Zoyd mais aussi avec d'autres compositeurs et musiciens.
- 1976 : Symphonie pour le jour où bruleront les cités, compositeurs Gérard Hourbette, Thierry Zaboïtzeff et Rocco Fernandez, AZ Production Michel Besset, LP/Vinyle
- 1979 : Musique pour l'Odyssée, compositeurs Gérard Hourbette et Thierry Zaboïtzeff, Atem Recommended Records, LP
- 1980 : Génération sans futur, compositeurs Gérard Hourbette, Thierry Zaboïtzeff, Alain Eckert et Gilles Renard, Atem, LP
- 1981 : Symphonie pour le jour où bruleront les cités, compositeurs Gérard Hourbette, Thierry Zaboïtzeff et Rocco Fernandez, Atem, Nouvel enregistrement LP/Vinyle
- 1982 : Phase IV, compositeurs Gérard Hourbette et Thierry Zaboïtzeff, Recommended Records, Double LP
- 1983 : Les espaces inquiets, compositeurs Gérard Hourbette et Thierry Zaboïtzeff, Cryonic Inc., LP
- 1983 : L'étrangleur est derrière nous, compositeur Gérard Hourbette, Cassette
- 1984 : Symphonie pour le jour où bruleront les cités, compositeurs Gérard Hourbette, Thierry Zaboïtzeff, et Rocco Fernandez, Cryonic Inc., Ré-édition LP/Vinyle
- 1984 : Musique pour l'Odyssée, compositeurs Gérard Hourbette et Thierry Zaboïtzeff, Cryonic Inc., Ré-édition LP
- 1985 : Le mariage du ciel et de l'enfer, compositeurs Gérard Hourbette et Thierry Zaboïtzeff, Cryonic Inc., pour le ballet de Roland Petit, LP et CD
- 1986 : Symphonie pour le jour où bruleront les cités  / Musique pour l'Odyssée / Génération sans futur, Archive I, compositeurs Gérard Hourbette, Thierry Zaboïtzeff, et Rocco Fernandez, Mantra, Ré-édition Double CD
- 1987 : Les espaces inquiets / Phase IV, Archive II, compositeurs Gérard Hourbette et Thierry Zaboïtzeff, Mantra, Ré-édition Double CD
- 1988 : Berlin, compositeurs Gérard Hourbette et Thierry Zaboïtzeff, Cryonic Inc., LP, 1987
- 1988 : Nosferatu, compositeurs Gérard Hourbette et Thierry Zaboïtzeff, pour le film de F.W. Murnau, Mantra, CD
- 1989 : Nosferatu, compositeurs Gérard Hourbette et Thierry Zaboïtzeff pour le film de F.W. Murnau, Mantra, Ré-édition CD
- 1990 : ART ZOYD, J.A DEANE & J.GREINKE, compositeurs Gérard Hourbette, Thierry Zaboïtzeff, J.A Deane et Jeff Greinke, Ear-Rational Records, CD
- 1990 : Génération sans futur, compositeurs Gérard Hourbette, Thierry Zaboïtzeff, Alain Eckert et Gilles Renard, Coma Records Cryonic Inc., Ré-édition LP
- 1993 : Les génies du rock - Art Zoyd/Magma, compositeurs Gérard Hourbette, Thierry Zaboïtzeff et Alain Eckert pour la partie Art Zoyd, Éditions Atlas, CD
- 1993 : Marathonnerre I, compositeurs Gérard Hourbette et Thierry Zaboïtzeff, Atonal Records, CD et Double CD
- 1993 : Marathonnerre II, compositeurs Gérard Hourbette et Thierry Zaboïtzeff, Atonal Records, CD
- 1995 : Faust, compositeurs Gérard Hourbette et Thierry Zaboïtzeff, pour le film de F.W. Murnau, Atonal Records, CD
- 1997 : Häxan, compositeurs Gérard Hourbette et Thierry Zaboïtzeff, pour le film de B. Christensen, Atonal Records, CD
- 2001 : u•B•I•Q•U•e, compositeur Gérard Hourbette, In-Possible Records, CD
- 2002 : Nosferatu, compositeurs Gérard Hourbette et Thierry Zaboïtzeff pour le film de F.W. Murnau, In-Possible Records, Ré-édition CD
- 2002 : Faust, compositeurs Gérard Hourbette et Thierry Zaboïtzeff, pour le film de F.W. Murnau, In-Possible Records, Ré-édition CD
- 2002 : Metropolis, compositeurs Gérard Hourbettes, Patricia Dallio et Kasper T. Toeplitz, pour le film de F. Lang, In-Possible Records, Double CD
- 2002 : Danses mécaniques, compositeur Gérard Hourbette pour l’ensemble Musiques Nouvelles
- 2003 : Berlin, compositeurs Gérard Hourbette et Thierry Zaboïtzeff, In-Possible Records, Ré-édition CD
- 2005 : u•B•I•Q•U•e, compositeur Gérard Hourbette, In-Possible Records, Ré-édition CD
- 2006 : Le champ des larmes, compositeur Gérard Hourbette et Kasper T. Toeplitz, In-Possible Records, CD
- 2008 : Phase IV, compositeurs Gérard Hourbette et Thierry Zaboïtzeff, Belle Antique, Ré-édition, CD
- 2008 : Génération sans futur, compositeurs Gérard Hourbette, Thierry Zaboïtzeff, Alain Eckert et Gilles Renard, Belle Antique, Ré-édition CD
- 2008 : Symphonie pour le jour où bruleront les cités, compositeurs Gérard Hourbette, Thierry Zaboïtzeff et Rocco Fernandez, Belle Antique, Ré-édition CD
- 2008 : Musique pour l'Odyssée, compositeurs Gérard Hourbette et Thierry Zaboïtzeff, Belle Antique, Ré-édition CD
- 2008 : La chute de maison Usher, compositeurs Gérard Hourbette, Patricia Dallio, Didier Casamitjana et Kasper T. Toeplitz, pour le film de J. Epstein, In-Possible Records, CD
- 2011 : Eyecatcher / Man with a movie camera, compositeurs Gérard Hourbette, André Serre-Milan, Jérôme Soudan et Laurent Dailleau, In-Possible Records, CD
- 2011 : Symphonie pour le jour où bruleront les cités, compositeurs Gérard Hourbette, Thierry Zaboïtzeff et Rocco Fernandez, SubRosa, Ré-édition LP/Vinyle et CD
- 2011 : The devil in love, Disc 2 – 6 J'étais à vingt-cinq ans capitaine aux gardes du roi de Naples, compositeur Gérard Hourbette, Malört Förlag, CD
- 2012 : Armageddon, compositeurs Gérard Hourbette, Kasper T. Toeplitz et Patricia Dallio, In-Possible Records, CD
- 2017 : Dangerous visions, compositeur Gérard Hourbette pour l'Orchestre Nationale de Lille, CD
- 2017 : Phase V, compositeur Gérard Hourbette, Jérôme Soudan “Mimetic” et Kasper T. Toeplitz, In-Possible Records, CD
- 2017 : ART ZOYD 44 1/2 LIVE + UNRELEASED WORKS, Cuneiforme Records, CD[2]

## Spectacles et concerts
- 1984-1985 : Le mariage du ciel et de l'enfer, pour un ballet de Roland Petit lors du Festival de la Scala de Milan, musique de Gérard Hourbette et Thierry Zaboïtzeff,
- 1986 : Live in west Berlin, musique de Gérard Hourbette et Thierry Zaboïtzeff, The Loft
- 1989 : Créations musicales de Gérard Hourbette et Thierry Zaboïtzeff, pour l'inauguration du Globe Arena de Stockholm avec Art Zoyd
- 1992 : Marathonnerre, musique de Gérard Hourbette et Thierry Zaboïtzeff, , collaboration avec Serge Noyelle dans le cadre du Festival International de Théâtre de Maubeuge
- 1993 : Spoutnik, Les inattendus de Maubeuge, musique de Gérard Hourbette
- 2000 : u•B•I•Q•U•e, musique de Gérard Hourbette avec les musiciens Art Zoyd et l'orchestre d'u•B•I•Q•U•e sous la direction de Michel Berckmans d'après une œuvre de Philip K. Dick, Maubeuge
- 2000 : Un peu plus de lumière – Accélérendo, musique de Gérard Hourbette avec le Groupe F
- 2001 : Le chat de Schrodinger, musique de Gérard Hourbette avec la chorégraphe Karole Armitage pour le ballet National de Nancy
- 2002 : La nuit du jabberwork, musique de Gérard Hourbette, Kasper T. Toeplitz et Patricia Dallio avec Musiques Nouvelles, Le Vivat, Armentières
- 2004 : Armageddon - opérette pour robots, musique de Gérard Hourbette et Jacques Hadjaje avec en collaboration avec Musiques Nouvelles et Louis-Philippe Demers, pour Lille : Capitale Européenne de la Culture
- 2006 : Le champ des larmes - oratorio électronique, musique de Gérard Hourbette et Kasper T. Toeplitz, vidéo Dominik Barbier
- 2007 : Fleuves des lumières, musique de Gérard Hourbette, avec le Groupe F (pyrotechnie), pour Valenciennes 2007 : Capitale Régionale de la Culture
- 2009 : Kairo, musique de Gérard Hourbette, opéra parlé d’après le roman de Kiyoshi Kurosawa
- 2010 : Les particules noires, musique de Gérard Hourbette, à partir du roman de Kiyoshi Kurosawa, avec Akiko Kitamura et sur une vidéo de Anne Niemetz
- 2011 : À demi endormi déjà, musique de Gérard Hourbette, illustrations François Olislaeger, design sonore Sébastien Roux, texte Celia Houdart
- 2011 : Les portes du futur, musique de Gérard Hourbettele Groupe F (pyrotechnie), dans le cadre de la fête d'ouverture de Béthune 2011 : Capital Régionale de la Culture
- 2011 : Amnesia, musique de Gérard Hourbette pour le spectacle de Fadhel Jaibbi, Festival d'Avignon, création puis tournée
- 2012-2013 : Trois rêves non valides, triptyque sur une musique de Gérard Hourbette et des images de Pierrick Sorin, Serge Meyer et Christian Chatel à partir de l'univers de Philip K. Dick
- 2015 : 44 ½, concert anniversaire du groupe Art Zoyd, avec Gérard Hourbette, Thierry Zaboitzeff, Jean-Pierre Soarez, Daniel Denis, Michael Nick, Serge Bertocchi, Cécile Thevenot, Yukari Bertocchi, Romuald Cabardos, Daniel Koskowitz, Nadia Ratsimandresy
- 2020/2021 (en cours de production) : IN≈FERNO, à partir des deux dernières pièces de Gérard Hourbette Paysages des enfers I et II
- Avril 2020 : Et avec votre esprit - La foret de samplers, direction artistique Jérome Soudan, musiciens interprètes Jérome Soudan, Daniel Koskowitz, Romuald Cabardos, Yukari Bertocchi-Hamada, Nadia Ratsismandresy, Le Phénix, Valenciennes

## Ciné-concerts
- 1988 : Nosferatu, musique de Gérard Hourbette et Thierry Zaboitzeff, sur un film de Friedrich Wilhelm Murnau
- 1993 : Faust, musique de Gérard Hourbette et Thierry Zaboitzeff, sur un film de F.W. Murnau, Rome
- 1995 - 1996 : Häxan, musique de Gérard Hourbette et Thierry Zaboitzeff, sur un film de Benjamin Chrisensen. Représentations au Queen Elisabeth Hall à Londres en 1995 et à Copenhague lors de l'événement Capital Européenne de la Culture : København 96
- 2001 : Metropolis, musique de Gérard Hourbette, Patricia Dallio et Kasper T. Toeplitz, pour le film de Fritz Lang
- 2007 : Eyecatcher / Man with a movie camera, musique de Gérard Hourbette, Laurent Dailleau, André Serre-Milan et Jérôme Soudan, images de synthèse de Cécile Babiole, sur le film L’Homme à la Caméra de Dziga Vertov
- 2008 : La chute de maison Usher, direction artistique Gérard Hourbette, musique de Gérard Hourbette, Patricia Dallio et Kasper T. Toeplitz, sur le film de Jean Epstein, Musée de Louvre de Paris
- 2014 : Vampyr, musique de Gérard Hourbette, sur un film de Carl Dreyer
- 2016 : Hotel électrique / Voyage dans la lune, direction artistique Gérard Hourbette, musique de Gérard Hourbette, Xuan Mai Dang, André Serre-Milan, pour une série de films muets des débuts du cinéma

## Installations
- 2004 : musique de Gérard Hourbette pour l'exposition consacrée à Dora Maar et Picasso, Klovićevi Dvori Gallery, Zagreb
- 2017 : N.D.E. (Near Dante Experience), musique de Gérard Hourbette, conception réalité virtuelle Laura Mannelli, design monde immersif 3D temps réel Frederick Thompson, architecture sonore, développement interactif et Binaural Oudom Southammavong et Jeffrey Gerbe, programmation script Marc Freymuth

## Pièces pour ensemble
- 1998 : Glissement progressifs du plaisir, issue de l'album Dangerous Visions, musique de Gérard Hourbette, pour Art Zoyd et l’Orchestre National de Lille sous la direction de Jean-Claude Casadesus, vidéo de Dumb Type
- 1998 : Noces accidentelles, musique de Gérard Hourbette pour l’Orchestre National de Lille sous la direction de Alain Franco, sur des images de Lydie Jean-Dit Panel, puis repris par le Tonküntslerorchester de Vienne et l’Orchestre symphonique National de Mexico
- 1999 : Symphonie pour le jour où bruleront les cités, pour Art Zoyd, Bart Maris et l’Orchestre National de Lille & le Bl!ndman Kwartet sous la direction de Fayçal Karoui, orchestration Jérôme Combier, vidéo Safi
- 2002 : Danses mécaniques issue de l'album Expériences de vol 1, 2, 3, musique de Gérard Hourbette pour Art Zoyd et l'Ensemble Musiques Nouvelles sous la direction de Jean-Paul Dessy
- 2006 : Magasins réunis, pour Ars Nova et Art Zoyd sur scène sous la direction de Philippe Nahon
- 2018 : Le chemin noir  pour l'orchestre à cordes  Valentiana à l'occasion de La mine aujourd'hui sous la direction de Leo Margue (pièce posthume)
- 2018 Danses sur le terril, dans le vent des galeries souterraines, Le Boumbah, Le bureau des songes, la leçon de solfège, Danse avec la Lune (pièces posthumes) pour l''octuor à vent Eugène Bozza sous la direction de Léo Margue, musée des Beaux-Arts de Valenciennes

## Publications
- Écrits, Paris, La Pensée universelle, coll. « Poètes du temps présent », 1988, 139 p. (ISBN 2-214-07403-1).
- Il écrit un texte sur la musique pour L’Encyclopédie du fantastique, coordonnée par Valérie Tritter sur une idée de Pierre Brunel, éditions Ellipses, Paris, 2010[3]